# Răducu Ițcuș
Răducu „Radu” Ițcuș (n. 27 iulie 1944, Suceava, România – d. 7 aprilie 2014) a fost un actor român de teatru și de film.

## Biografie
În perioada 1969 - 1997, Ițcuș a fost actor la Teatrul Național București și Teatrul Național Lucian Blaga din Cluj-Napoca. A jucat în piese de teatru ca Idiotul; Coana Chirița; Tragedia optimistă; Regele Lear; De Paști. Săptămâna Patimilor; Bună dimineața, primăvară; Dulcea pasăre a tinereții; Zodia taurului; Apus de soare; Îmblânzirea scorpiei; Richard al III-lea; Mașina de scris; Trandafirii roșii; O scrisoare pierdută; Monolog cu fața la perete; Hagi-Tudose; A douăsprezecea noapte; Moștenirea; O scrisoare pierdută; Cine are nevoie de teatru; Mielul turbat, Iona sau Tamerlan cel Mare.
Adaptări radiofonice în care a interpretat: Velerim și Veler Doamne,, Papuciada, Vioara Fermecată, Viteazul, Bulgărele De Pământ, Fata Cu Potirul Pe Cap, Alma, Taina Celor Trei Feciori, Frații Jderi, Fîntîna Celor Trei Magi, Steaua Sudului etc.
A jucat în numeroase spectacole la "Teatrul Național" din București, unde i s-a jucat si dramatizarea făcută dupa basmul "Harap alb", și la Teatrul Național "Lucian Blaga" din Cluj-Napoca, în perioada 1969 - 1997.
A fost nepotul pictorului Zogu Zaharescu, pictorul "țigăncilor cu sânii goi".
A fost căsătorit având un fiu Alexandru, actor (necunoscut).
In 1997 s-a retras la Breaza din cauza unei boli care l-a chinuit ani de zile. S-a stins din viata la varsta de 69 de ani, pe 7 aprilie 2014, la București.

## Filmografie
- Tatăl risipitor (1974) - Lisandru (menționat Răducu Ițcuș)
- Pentru patrie (1978) - cpt. Valter Mărăcineanu (menționat Răducu Ițcuș)
- Lovind o pasăre de pradă (1983) - Gheorghiță Fodor
- Bunicul și o biată cinste (1984)
- Hagi-Tudose (teatru TV, 1980)[11]